# Kasaji
Kasaji est une localité située dans le territoire de Dilolo, dans la province du Lualaba, en République démocratique du Congo.

## Géographie
La localité est située sur la route nationale 39 à 293 km à l'ouest du chef-lieu provincial Kolwezi.

## Histoire
De 1907 à 1960, durant la période coloniale sous l'administration du gouvernement belge, la ville abrite un camp de relégation. En juin 2013, la localité se voit conférer le statut de ville ou cité, constituée de trois communes : Lueu, Lukoji et Tsimbundi. Ce statut ne sera pas maintenu lors de la réforme administrative mise en place en 2015.

## Administration
Avec 25 852 électeurs recensés en 2018, la localité a le statut de commune rurale de moins de 80 000 électeurs, elle compte 7 conseillers conseillers municipaux en 2019.

## Économie
Elle est située sur de la ligne de chemin de fer de Benguela qui relie le port de Lobito sur l'océan Atlantique à Lubumbashi.